# اچ‌ام‌اس استرالیا (۱۸۸۶)
اچ‌ام‌اس استرالیا (۱۸۸۶) (به انگلیسی: HMS Australia (1886)) یک کشتی بود که طول آن ۳۰۰ فوت (۹۱ متر) بود. این کشتی در سال ۱۸۸۶ ساخته شد.